# Carpe Diem (Nightmare)
Carpe Diem è il decimo album studio del gruppo giapponese Nightmare. L'album venne pubblicato in tre differenti versioni con tre cover diverse: una versione CD+DVD, la Type A, una versione CD+DVD, Type B e una normale versione CD ovvero la Type C.

## Tracce
Type A:
[CD]
1. Siva
2. Boku no kirai na kimi ga shindara, boku wa warau no darouka (僕の嫌いな君が死んだら、僕は笑うのだろうか (
3. TABOO
4. NAMELESS
5. Quints
6. Nyuumetsu -entering nirvana- (入滅-entering nirvana-)
7. blur
8. Demand
9. Koukotsu (恍惚)
10. fade
11. the DOOL
12. Gokujou Noushin Rengoku・Ichishiki (極上脳震煉獄・弐式)

[DVD]
Quints PV
Type B:
[CD]
1. Siva
2. Boku no kirai na kimi ga shindara, boku wa warau no darouka (僕の嫌いな君が死んだら、僕は笑うのだろうか (
3. TABOO
4. NAMELESS
5. Quints
6. Nyuumetsu -entering nirvana- (入滅-entering nirvana-)
7. blur
8. Demand
9. Koukotsu (恍惚)
10. fade
11. the DOOL
12. Gokujou Noushin Rengoku・Ichishiki (極上脳震煉獄・弐式)
13. Love called rerigeon

[DVD]
Live Scene of NIGHTMARE's fanclub live 2015 at Ex Theater Roppongi
1. blur
2. Buddies
3. Such a Nonsense System

Type C:
[CD]
1. Siva
2. Boku no kirai na kimi ga shindara, boku wa warau no darouka (僕の嫌いな君が死んだら、僕は笑うのだろうか (
3. TABOO
4. NAMELESS
5. Quints
6. Nyuumetsu -entering nirvana- (入滅-entering nirvana-)
7. blur
8. Demand
9. Koukotsu (恍惚)
10. fade
11. the DOOL
12. Gokujou Noushin Rengoku・Ichishiki (極上脳震煉獄・弐式)
13. Love called rerigeon